# Arenopontia arenarida
Arenopontia arenarida är en kräftdjursart som först beskrevs av Pennak 1942.  Arenopontia arenarida ingår i släktet Arenopontia och familjen Leptopontiidae. Inga underarter finns listade i Catalogue of Life.